# Orchithemis pulcherrima
Orchithemis pulcherrima – gatunek ważki z rodziny ważkowatych (Libellulidae).